# Lengua coloquial
La lengua coloquial (también, lenguaje coloquial) es la modalidad de una lengua natural más importante en situaciones habituales de comunicación. Sus rasgos lingüísticos están determinados por la ausencia o escasez de planificación (los hablantes se expresan con espontaneidad), por el estilo informal y por la relevancia de la finalidad comunicativa.

## Características
| Importancia de los elementos suprasegmentales | La entonación y los acentos resultan determinantes en la configuración del sentido de los mensajes; también son significativos el tono y el ritmo. |
| Libertad en el orden de las palabras          | El hablante produce los enunciados según sus necesidades, por lo que tiende a desplazar los elementos de interés de su orden lógico: Este tema no lo hemos visto.                                                                                                  |
| Complejidad de los enunciados                 | Son frecuentes las reelaboraciones, anacolutos, la dislocación sintáctica, la mezcla de estilos: El examen, ¿dónde lo puse?, no, si lo he perdido. |
| Referencia al contexto                        | Se utilizan elementos lingüísticos (deícticos) referidos a la situación comunicativa: yo, tú, aquí, ahora, este. |
| Marcadores                                    | Los marcadores del discurso más utilizados son pues, entonces, bueno, vale, hombre, etc. |
| Enunciación relajada                          | Son frecuentes los enunciados incompletos, los cortes de palabra, las repeticiones, vacilaciones y titubeos: Llegas tar..., bueno, diez minutos tarde; mmm, no sé, bueno... Las intervenciones se solapan, y se produce el habla simultánea de los interlocutores. |
| Tendencia a la condensación                   | Se emplean enunciados compuestos por una sola palabra, así como elipsis e interjecciones: ¿Tú?... ni hablar. ¡Ayyy! |
| Reflejo de la expresividad del hablante       | Se produce un uso redundante de los pronombres personales (Yo...me parece') y se recurre a elementos fáticos o apelativos (oye, ¿sabes?, eh, ¡tía!) y a expresiones intensificadoras y atenuantes (horrible, de alucine, está como muy nerviosa)                   |
| Preferencias léxicas                          | Son habituales las expresiones idiomáticas y metafóricas, las muletillas, los comodines y los usos de jergas: le costó un ojo de la cara; coger el toro por los cuernos, cosa, vale, chorizo, chungo.                                                              |

En lo relativo a la situación en la que se produce la comunicación, en la lengua coloquial influyen las circunstancias espacio-temporales en las que esta se desenvuelve, la relación que mantienen entre sí los interlocutores y el tema del mensaje.